# 蔡洪滨
蔡洪滨（1967年11月—），男，江西人，中国经济学家、经济及工商管理学院院长、经济学讲座教授，曾任北京大学光华管理学院应用经济系系主任、院长助理；美国加州大学洛杉矶分校经济系助理教授。

## 生平
1988年获得武汉大学数学系理学学士学位。1991年获得北京大学经济管理系经济学硕士学位。1997年获得斯坦福大学统计学硕士和经济学博士学位。
2010年12月出任北京大学光华管理学院院长，同時兼任北京大学莫里斯经济政策研究所所长及北京大学贫困地区发展研究院副院长。2017年1月，辞去光华管理学院院长职务，同年7月1日就任香港大学经济及工商管理学院院长，原职务由刘俏接任。
2024年5月28日，香港大學校委會主席王沛詩被指繞過校長張翔，在會議中加入審議多名副校長人選程序，最終通過七名副校長的暫任安排。其中蔡洪滨出任新設的副校長（商業事務）。

## 奖项和荣誉
2007年获国家杰出青年科学基金。

## 主要研究领域
- 博弈论
- 产业组织
- 公司金融
- 中国经济